# Pluja Teatre
Pluja Teatre és una companyia teatral de Gandia creada el 1971 i especialitzada en el teatre infantil i adults.
El paper de Pluja Teatre dins el panorama del teatre contemporani valencià ha estat essencial, no només pels seus plantejaments conscientment professionals en uns moments encara d'incertesa i per la utilització sistemàtica del català en les seues creacions, sinó també perquè des de molt aviat van construir els muntatges amb referents culturals i populars del seu entorn, tot creant una estètica pròpia i arrelada en la cultura de masses tradicional.

## Història
Durant els primers anys d'activitat, Pluja Teatre es mou dins els límits del teatre de cambra i assaig i amb un repertori d'obres i autors bàsicament en castellà. El 1974, però, imprimiran un gir important als seus plantejaments i, amb l'estrena d'El supercaminal, encetaran una trajectòria de teatre en català amb una estètica pròpia del teatre popular i amb una clara voluntat crítica. L'èxit del muntatge, que arriba a les 139 representacions, determina la trajectòria del grup. Posteriorment, Sang i ceba (1977) és una reflexió sobre els anys de la Segona República a la Safor; Dóna'm la lluna (1979) és una bona mostra sobre els límits i carències de la Transició, contemplada des de la perifèria; La calça al garró (1982) és, en fi, un divertit homenatge no sols als anys trenta del segle xx sinó també als referents de la cultura popular d'aquell període.
Durant aquells anys, Pluja Teatre fou un dels grups més actius i de major èxit del teatre independent valencià. La crisi d'aquest moviment ençà els primers anys vuitanta, els força a orientar el seu treball cap al teatre infantil, amb muntatges molt elaborats: Momo (1986), Eh, Tirant! (1990) o Peter Pan (1992). La bona acollida dels seus espectacles infantils acabaren especialitzant el grup en aquest tipus d'obres (amb excepcions tan rellevants com March, trama, de 1997, o Puta postguerra, del 2008), amb els quals viatjaren no sols a les terres de parla catalana sinó també a la resta de l'Estat espanyol.
Un dels trets distintius del grup tot al llarg d'aquests anys és l'estabilitat del nucli artístic, encapçalat per Ximo Vidal (habitualment director i dramaturg), Maria Gonga, Josep E. Gonga, Joan Muñoz i Miquel Ribes.
El 1985, per tal d'intensificar el seu treball entre els escolars de Gandia i la Safor, obriren el Teatre del Raval, que tanca les portes a la fi del 2013 i que va funcionar com a nucli d'irradiació teatral i cultural a la ciutat.